# Lincoln Maazel
Lincoln Maazel (New York, 12 febbraio 1903 – Castleton, 15 settembre 2009) è stato un attore e cantante statunitense di origini ebraiche.

## Biografia
Nel 1920 Maazel e altri 30 giovani ragazzi furono scelti per recitare l'opera Pagliacci di Ruggero Leoncavallo allo Schubert Theatre di Broadway; in particolare egli ne intonò il prologo.
Si trasferì poco dopo a Los Angeles, guadagnandosi da vivere come cantante di club privati. Nel 1959 avviò una discreta carriera teatrale, esibendosi al Pittsburgh Playhouse, al Civic Light Opera, al Little Lake Theatre, al Mountainview Playhouse, all' Odd Chair Playhouse e al White Barn Theatre. Nel 1976 ottenne la parte di Tateh Cuda, anziano immigrato lituano e fervente religioso zio di Martin, convinto che il nipote sia un vampiro, nel film horror Wampyr (Martin in lingua originale) di George A. Romero.
Nel 1928 sposò a Parigi Marion Shulman, che gli diede nel 1930 il celebre direttore d'orchestra Lorin Maazel (1930-2014). Il matrimonio si concluse con la morte della Shulman, nel 1993.

## Filmografia
- The Amusement Park, regia di George A. Romero (1975)
- Wampyr, regia di George A. Romero (1978)